# JDTic
JDTic je lek, koji je visoko selektivni κ-opioidni antagonist. On blokira taj receptor bez vršenja uticaja na μ- ili δ- opioidne receptore. On je derivat 4-fenilpiperidina, koji je u nekoj meri strukturno srodan sa analgeticima kao što su meperidin i ketobemidon, i bliže sa mi opioidnim antagonistom alvimopanom. On se strukturno razlikuje od drugih kapa antagonist,a kao što je norbinaltorfimin.
On ima veoma dugo vreme dejstva, sa efektima na životinjama primetnim do nekoliko nedelja nakon administracije jedne doze, mada njegovo vezivanje za kapa opioidni receptor nije nepovratno i njegovi dugotrajno dejstvo je umesto toga uzrokovano promenama aktivnosti c-Jun N-terminalne kinaze. Iz životinjska ispitivanja proizilazi da on može da proizvede antidepresantske i anksioloitičke efekte, kao i da može da ima primenu u lečenju adikcije na kokain i morfin.

## Spoljašnje veze
|  | Molimo Vas, obratite pažnju na važno upozorenje u vezi sa temama iz oblasti medicine (zdravlja). |